# Клименко Ігор Володимирович
І́гор Володи́мирович Климе́нко (нар. 25 жовтня 1972, Київ, УРСР) — міністр внутрішніх справ України, з 18 січня до 7 лютого 2023 — в.о. міністра; генерал поліції 1-го рангу (2021), доктор психологічних наук (2019), екс-керівник Національної Поліції України. Член РНБОУ з 11 лютого 2023 р., входить до складу Ставки Верховного Головнокомандувача з 24 лютого 2022 р. (як Голова НПУ, з 14 лютого 2023 р. — як Міністр МВС).

## Життєпис
- Закінчив Харківський військовий університет (1994), Одеський університет, магістратуру Дніпропетровського університету МВС (2014).
- З 1989 по 1994 — навчався у Харківському військовому університеті.
- З 1994 по 1997 проходив службу на посаді начальника розрахунку ракетної бригади (в/ч А1667)
- З 1998 по 2004 проходив службу в органах внутрішніх справ на посадах психолога, начальника відділення центру практичної психології УМВС в Харківській області, начальника центру практичної психології Департаменту кадрового забезпечення МВС України.
- З 2011 перебував на посадах заступника, начальника управління інспекції з особового складу ДКЗ МВС України.
- З грудня 2011 по березень 2014 — начальник управління професійної підготовки та освіти ДКЗ МВС України.
- У жовтні 2013 захистив дисертацію на здобуття наукового ступеня кандидата психологічних наук за спеціальністю «Юридична психологія»[6].
- У 2014 закінчив магістратуру Дніпропетровського державного університету внутрішніх справ за спеціальністю «Правознавство».
- З 2014 — заступник начальника Департаменту кадрового забезпечення.
- З 2015 по 2017 рік очолював Департамент кадрового забезпечення Національної поліції України.
- З жовтня 2017 перебував на посаді заступника Голови Національної поліції України — начальника Департаменту кадрового забезпечення, а з березня 2018 — став заступником Голови Національної поліції України.
- У 2019 році захистив дисертацію на здобуття наукового ступеня доктора психологічних наук на тему Теорія і практика психологічного забезпечення професійної підготовки поліціянтів за спеціальністю «Юридична психологія»[7].
- З 25 вересня 2019 до 20 січня 2023 року — Голова Національної поліції України, його місце на цій посаді посів Іван Вигівський[8].
- З 18 січня 2023 року — уряд призначив Ігоря Клименка заступником Міністра внутрішніх справ і поклав на нього виконання обов'язків Міністра внутрішніх справ після загибелі керівництва міністерства в авіакатастрофі в Броварах[2].
- 7 лютого 2023 року ВРУ призначила Ігоря Володимировича Міністром внутрішніх справ України[9].
- Станом на 2023 рік мав пенсійне забезпечення[10][11].

## Миротворча діяльність
- З грудня 2001 по березень 2002 — спеціальний співробітник Спеціального миротворчого центру при МВС України.
- З березня 2002 по червень 2002 — проходив службу у складі оперативного взводу спеціального миротворчого підрозділу МВС України в Косові, Югославія.

## Звання
- Генерал поліції 3-го рангу (2017)[12]
- Генерал поліції 2-го рангу (2020)[13]
- Генерал поліції 1-го рангу (2021)[14]

## Наукові праці
- Автореферат дисертації на здобуття наукового ступеня доктора психологічних наук[15]
- Взаємозв'язки життєстійкості та складових самоорганізації діяльності курсантів — майбутніх правоохоронців у контексті програми психологічного супроводу[16]

## Нагороди
- медаль «Захиснику Вітчизни»
- відзнака МВС України «За сумлінну службу» — I, II, III ступенів
- відзнака МВС "Нагрудний знак «За відзнаку в службі» — I, II ступенів
- «Почесний знак МВС України»
- відзнака МВС України «За безпеку народу» II ст.
- Нагрудний знак «Хрест Слави»
- відзнака МВС України «Вогнепальна зброя»